# Vigna umbellata
Vigna umbellata är en ärtväxtart som först beskrevs av Carl Peter Thunberg, och fick sitt nu gällande namn av Jisaburo Ohwi och Hiroyoshi Ohashi. Vigna umbellata ingår i släktet vignabönor, och familjen ärtväxter.

## Underarter
Arten delas in i följande underarter:
- V. u. gracilis
- V. u. umbellata

## Bildgalleri

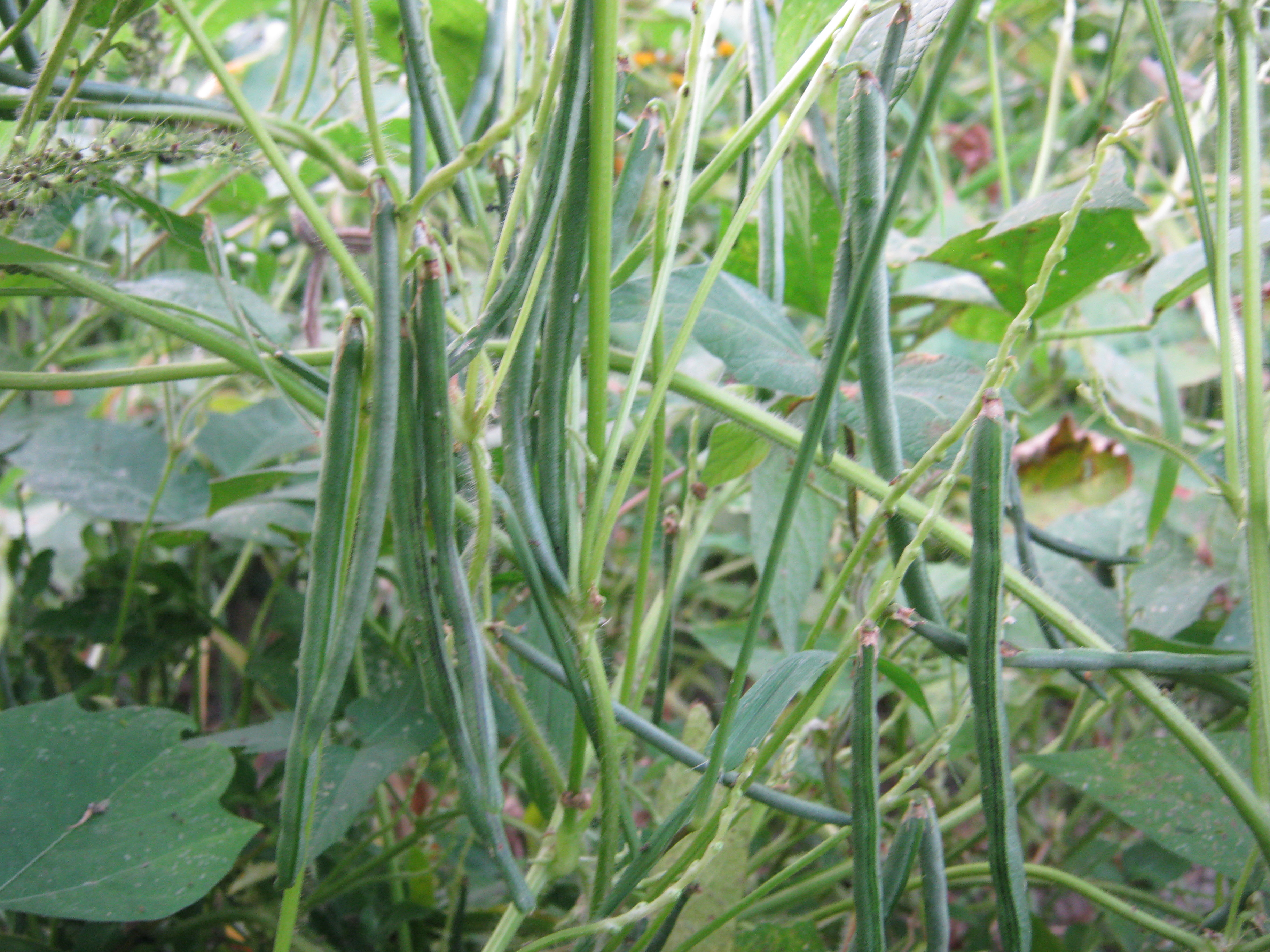